# Gordon Lyon
Gordon Lyon (cunoscut și sub pseudonimul său Fyodor Vaskovich; n. secolul al XX-lea, California, SUA) este un expert american în securitatea rețelei, creator al Nmap și scriitor de cărți, site-uri web și lucrări tehnice despre securitatea rețelei. Este membru fondator al Proiectului Honeynet și a fost vicepreședinte al profesioniștilor în informatică pentru responsabilitate socială.